# Егнатієва дорога
Егнаті́єва дорога, або Віа Егнатія (лат. Via Egnatia,  грец. Αρχαία Εγνατία Οδός) — важлива стратегічна дорога, побудована римлянами невдовзі після захоплення Греції. Вона пов'язувала Константинополь із західним кордоном Візантійської імперії. Від столиці ця магістраль вела до міста Діррахій на узбережжі Адріатичного моря. Також мала назву Великої державної дороги.
Дорога побудована у 146 р. до н. е. названа на честь Гнея Егнатія (лат. Gnaeus Egnatius), проконсула Македонії.

## Перелік сучасних міст на Егнатієвій дорозі
- Діррахій, нині Дуррес, Албанія
- Пекіні, Албанія
- Ельбасан, Албанія

- Охрид, Північна Македонія
- Бітола, Північна Македонія
- Флорина, Греція
- Едеса, Греція
- Пелла, Греція
- Салоніки, Греція
- Амфіполіс, Греція
- Кавала, Греція
- Траянуполі, Греція
- Іпсала, Туреччина
- Енос, Туреччина
- Мармара Ереклі, Туреччина
- Едірне, Туреччина
- Чоірлу, Туреччина
- Константинополь, нині Стамбул, Туреччина